# San José de la Presa
San José de la Presa är en ort i Mexiko.   Den ligger i kommunen Celaya och delstaten Guanajuato, i den centrala delen av landet, 210 km nordväst om huvudstaden Mexico City. San José de la Presa ligger 1 775 meter över havet och antalet invånare är 887.
Terrängen runt San José de la Presa är platt åt sydväst, men åt nordost är den kuperad. Runt San José de la Presa är det tätbefolkat, med 343 invånare per kvadratkilometer. Närmaste större samhälle är Celaya, 11,7 km sydväst om San José de la Presa. Trakten runt San José de la Presa består till största delen av jordbruksmark.